# Gaetano Fusella
Gaetano Fusella (Napoli, 16 aprile 1876 – Napoli, 28 agosto 1973) è stato un violinista e compositore italiano.

## Biografia
Figlio di Luigi Fusella e Maria Iaccarino, appartenne ad una famiglia borghese napoletana. Fu avviato fin dall'infanzia allo studio del violino.
Dopo essere stato notato nel 1886 dal direttore del conservatorio "San Pietro a Majella", esordì a Napoli nell'ottobre 1892 come compositore con l'operetta La vendetta del diavolo.
Tra il 1886 e il 1894 fu allievo di E. Dworzark.
Nel 1894 conseguì il diploma e al saggio di assegnazione presentò con G. Ferrante il Concerto n.4 in Re minore, Op.31 (Henri Vieuxtemps).
Nel 1895 sostituì provvisoriamente Dworzark, assente per malattia, in qualità di direttore del conservatorio. Sempre in quell'anno fu violino di spalla al "San Carlo", per la stagione teatrale. Inoltre, nel novembre dello stesso anno firmò un contratto con l'impresa Urzone per una tournée in Asia, come direttore e solista del Naples Quartetto.
Nel 1896 suonò a Napoli con l'orchestra del "San Carlo". Successivamente compì un secondo viaggio di tre mesi in Asia per esibirsi in oltre settanta concerti e nell'ottobre dello stesso anno si unì al gruppo strumentale dei Mailänder (Teatro alla Scala di Milano) per alcune tournée nei paesi baltici.
Nella stagione 1896-1897 fu nuovamente nei paesi baltici, in Svizzera e in Germania con la Società orchestrale Seviban.
Nel 1900, si esibì e partecipò come primo violino, alla stagione francese del Théâtre Khedivial del Cairo.
In questo periodo maturò nella mente di Fusella l'idea di aprire una scuola di violino in Svezia: l'esperienza durò sei anni e nel 1906 rientrò in Italia per partecipare al concorso a cattedre per il conservatorio di Napoli. Presentò alla commissione, oltre ad alcune composizioni per violino e pianoforte, una Monografia sul metodo per violino secondo il sistema del semitono del professor Ševčík di Praga.
Dopo aver vinto la cattedra di violino e viola al conservatorio, Fusella ridusse parzialmente l'attività concentristica. Si esibì in duo con E. Cesi, al pianoforte, nella Sonata Kreutzer di Ludwig van Beethoven.
Successivamente compose un metodo, dal titolo La tecnica del violino, edito a Milano da Ricordi nel 1919.
Dopo essersi esibito con gli allievi a molte manifestazioni, nel 1941, dopo oltre trentacinque anni, si ritirò dall'insegnamento.
Registrò per conto suo numerose composizioni, rimanendo attivo sino all'età di ottantacinque anni.
L'ultima apparizione in pubblico fu nel 1970, quando esibì l'Ave Maria di Schubert nel Duomo di Casertavecchia.
Morì a Napoli all'età di novantasette anni.

## Opere principali
- Berceuse, Op. I (s.d.)
- La suite per quartetto (1895)
- Arie e danze svedesi  per violino e pianoforte (1898)
- Rhapsodie espagnole  per violino e pianoforte (1899)
- Souvenir de Suède (1905)
- Concerto in sol maggiore per violino e pianoforte (1906)
- Danze polonesi (1962)
- Arie di zingari per violino e pianoforte (1966)
- Maggiolata, Meditazione e Preghiera per violino e pianoforte (1970)
- Suite all'antica (1970)
- Secondo concerto in la minore per violino e pianoforte (s.d.)
- À la hongroise - Capriccio di concerto per violino e pianoforte (s.d.)